# Indonézia világörökségi helyszínei
Indonézia területéről eddig tíz helyszín került fel a világörökségi Listára,  tizenkilenc helyszín a javaslati listán várakozik a felvételre.  
| | Komodo Nemzeti Park |
| 1991 |                     |
| Természeti (VII)(X) |                     |
| Védett terület: 219 322 ha, hivatkozás: 609 |                     |
| A nemzeti parkot három kis sziget alkotja: Komodo, Rinja és Padar, nevét a Föld legnagyobb gyíkjáról, az itt élő komodói varánuszról kapta. A megjelenésük és agresszív magatartásuk miatt „komodói sárkánynak” is nevezett óriásgyíkok kizárólag itt fordulnak elő, vaddisznót, szarvast, nagyobb madarakat, viperákat és teknősöket zsákmányolnak. A komodói varánusz a ma élő legnagyobb gyíkfajta, talajon élő nappali ragadozó. Szaglása rendkívül fejlett, a dögszagot öt kilométeres távolságból is megérzi. A szigetek növényvilágát trópusi monszun esőerdők, füves mezők és szavannák alkotják, a főemlősöket a jávai makákók képviselik. A vaddisznó csak később jelent meg a területen, azóta egyike a komodói sárkány fontos zsákmányállatainak. Az óriásgyíkok teljes egyedszámát hatezer példányra becsülik, ebből háromezer élhet a szigeten. A szigetek körül az árapálynak és az áramlatoknak köszönhetően magas a víz oxigéntartalma ezért kedvező szaporodóhely. A szigeten az édesvízkészlet és a menedéket nyújtó barlangok lehetővé tették az ember korai megtelepedését, ezt a neolitikumra datálható régészeti leletek is bizonyítják. |                     |

| | Ujung Kulon Nemzeti Park |
| 1991 |                          |
| Természeti (VII)(X) |                          |
| Védett terület: 78 525 ha, hivatkozás: 608 |                          |
| Ujung Kulon, Indonézia első nemzeti parkja a Szunda-föld részét képező Jáva északnyugati részén fekszik, hozzá tartozik az azonos nevű félsziget, több part menti kisebb sziget és a Krakatau-rezervátum. Itt található a jávai síkság legnagyobb alföldi őserdője, valamint parti korallzátonyok és a Krakatau vulkán szigetének növényzete. Az esőerdő legveszélyeztetettebb állatfaja a jávai orrszarvú, vadon élő állományát hatvan példányra becsülik. Ez a park a legutolsó szaporodási területe. A védett területen más ritka állatfaj egyedei is megtalálhatók, ilyen például a jávai bateng, szarvas- és majomfajok, a leopárd, a sósvízi krokodil és szarvascsőrű madárfajok. A park ezen kívül jelentős kutatási helyszín, többek között kialudt vulkánok tanulmányozására is alkalmas. A terület természetes növénytakarója az alföldi esőerdő már csak a védett övezett egy részét borítja, ennek fő oka az emberi beavatkozáson kívül a Krakatau 1883-as kitörése. |                          |

| | Borobudur |
| 1991 |           |
| Kulturális (I)(II)(VI) |           |
| Védett terület: 25,51 ha, puffer zóna: 64,31 ha, hivatkozás: 592 |           |
| A Jáva szigetén található Borobodur templomegyüttes a legfontosabb Indián kívüli buddhista szentély, amit a világ legnagyobb és legteljesebb buddhista szentélykomplexumaként tartanak számon. Építése körülbelül száz évig, az i. sz. 8. század közepétől a 9. század közepéig tartott. A többszintes épületben öt szabályos négyszögletű terasz jelképezi a földi életet, efölött három koncentrikus kört alkotó emelvény áll, (a mennyei, szellemi világ jelképe), ennek tetején egy lépcsőkön megközelíthető fősztúpa látható. A felső teraszokon 72, a fősztúpa felé tájolt kisebb sztúpa áll (a legendák szerint formájukat maga a Buddha határozta meg) és mindegyikben egy-egy szobrát helyezték el. A templomegyüttest egy hat kilométer hosszú, lapos domborművekkel borított fallal vették körül, a teljes épületkomplexum kialakításához hatvanezer köbméter követ bányásztak ki, faragtak formára és szállítottak az építkezés helyszínére. A zavaros politikai helyzet miatt az épület állapota a 11. századtól romlani kezdett, a feltételezések szerint a 14. századtól már nem is használták vallási célokra. A 19. század elején fedezték fel újra, kutatása 1835-ben kezdődött meg. A természeti csapások miatt megrongálódott épületet az UNESCO felügyelete mellett és pénzügyi támogatásával 1973 és 1982 között újjáépítették. |           |

| | Prambanani templomegyüttes |
| 1991 |                            |
| Kulturális (I)(IV) |                            |
| Hivatkozás: 642 |                            |
| Prambanan egy 224 szentélyből álló, három koncentrikus kör köré épült hindu templomegyüttes Jáva szigetén Yogyakartától 14 km-re keletre. Egykor az volt a sziget legszentebb hindu vallási helyszíne. Építését az i. sz. 8 században kezdték és a 9. század második évtizedében készülhetett el. Az épületegyüttest Sivának szentelték, akit a leghatalmasabb istenségnek tartottak. A legbelső koncentrikus körben tizenhat templom található, ezek közül a legnagyobb a 47 méter magas Síva-templom, mellette áll a Brahma- és a Visnu-templom. A szentélyeket domborművek díszítették, ezeken a Rámájana indiai eposzból ábrázoltak jeleneteket. Nem sokkal azután, hogy az épületegyüttes elkészült építői sorsára hagyták, feltételezhetően a Merapi vulkán kitörése miatt. Egy 1549-es földrengéssorozatban komoly károkat szenvedett, ezután kőbányának is használták. A 20. század első felében újjáépítették majd 2006-ban egy újabb földrengésben megint károsodott. Sérüléseit azóta kijavították és ismét látogatható. A helyszínhez tartoznak a szomszédos épületegyüttesek is, Lumbung, Burah, Asu és Szeru, ezek közül Szeru szerkezetében és kinézetében is nagyon hasonlít hozzá. |                            |

| | Sangiran, a jávai előember lelőhelye |
| 1996 |                                      |
| Kulturális (III)(VI) |                                      |
| Védett terület: 5 600 ha, hivatkozás: 593 |                                      |
| Sangiran, a jávai előember lelőhelye kulcsfontosságú helyszín az emberi evolúció tanulmányozásában. A jávai ember koponyáját 1891-ben fedezték fel itt, majd 1936 és 1941 között folytatott ásatások során újabb emberszerű csontok megkövesedett maradványaira bukkantak. A leletek arra utalnak, hogy a területet legalább másfél millió évvel ezelőtt is lakták emberszabásúak. Sangiran jelenleg az előember-kutatás egyik legfontosabb helyszíne a világon. Állati kövületeket is találtak itt többek között orrszarvúk, elefántok, bivalyok és szarvasok maradványai kerültek elő. Kőszerszámokat is feltártak, a kalcedonból és jáspisból pattintott vágókések és fejszék a paleolitikum idejéből származnak, egy másik tárgycsoport amely csonteszközökből és fejszékből áll a neolitikum idejére datálható. A helyszín az előember-maradványok mennyisége miatt is jelentős, az eddig felfedezett hatvan emberi lelet mindegyike a Homo erectus embertípushoz tartozik, amely már magán viselte a ma élő ember fizikai tulajdonságait. |                                      |

| | Lorentz Nemzeti Park |
| 1999 |                      |
| Természeti (VIII)(IX)(X) |                      |
| Védett terület: 2 350 000 ha, hivatkozás: 955 |                      |
| Új-Guinea biológiai sokféleségének kiemelkedő példája a Lorentz, a világ egyik leginkább ökológiailag változatos nemzeti parkja. A 25 000 négyzetkilométeres védett terület két kontinentális kéreglemez találkozásánál fekszik ahol jelenleg is hegységképződési folyamatok zajlanak és a gleccserek is jelentős mértékben alakítják a tájat. A térség egyike az Egyenlítő melletti három olyan területnek ahol a hegycsúcsokat állandóan hó fedi. A park területén emelkedik Új-Guinea legmagasabb pontja, a Puncak Jaya 4884 méteres tengerszint feletti magasságával. Állat- és növényvilága rendkívül változatos sok őshonos fajjal. Az itt található élőlények egy része még tudományos besorolásra vár. Az ázsiai-csendes-óceáni térségben ez az egyetlen természetvédelmi terület, amely a tengeri területeken, a mangrovékon, az árapály- és édesvízi mocsári erdőkön, az alföldi és a hegyi esőerdőn, az alpesi tundrán és az egyenlítői gleccsereken átívelő ökoszisztémák változatosságát foglalja magába. |                      |

| | Szumátra trópusi esőerdei |
| 2004 |                           |
| Veszélyeztetett világörökségi helyszínek listájára került: 2011 |                           |
| Természeti (VII)(IX)(X) |                           |
| Védett terület: 2 595 124 ha, hivatkozás: 1167 |                           |
| A helyszín három nemzeti parkot foglal magába Szumátra szigetén: az északon fekvő Gunung Leuser Nemzeti Parkot, a középen található Kerinci Seblat Nemzeti Parkot és a sziget déli részén fekvő Bukit Barisan Selatan Nemzeti Parkot. Ezt a trópusi erdei örökséget azért választották ki, mert itt az erdők jelentős, érintetlen területe található Szumátrán, továbbá a biológiai sokféleség és az alföldi és a hegyi őserdők jelenléte miatt. Ennek a térségnek van a legnagyobb esélye arra, hogy hosszú távon megőrizze Szumátra különleges faji sokszínűségét. Eddig körülbelül tízezer növényfajt azonosítottak a területen, ez Szumátra összes növényfajának fele. Itt élnek a világ legnagyobb virágai a óriás bűzvirág és a titánbuzogány is. Változatos állatvilágának egy része még még besorolásra vár. Emlősből eddig több mint kétszázfélét, a madarak közül 580 félét figyeltek meg az esőerdő területén. A madarak közül 21 faj őshonos itt, az emlősök között 22 ázsiai eredetű és nem található meg máshol a szigetvilágban, 15 pedig csak az indonéziai térségben él. A terület legismertebb élőlénye a veszélyeztetett orangután. A nemzeti park geológiai alakzatokban is bővelkedik, tűzhányók, vízesések és barlangok tagolják a tájat. Illegális fakitermelés, orvvadászat és mezőgazdasági célokra használt területek növekedése miatt a helyszín 2011-ben felkerült a Veszélyeztetett világörökségi helyszínek listájára |                           |

| | Bali kultúrtája |
| 2012 |                 |
| Kulturális (II)(III)(V)(VI) |                 |
| Védett terület: 19 519,9 ha, puffer zóna: 1 454,8 ha, hivatkozás: 1194 |                 |
| A Bali szigetén 19 500 hektáron elterülő kultúrtáj öt rizsteraszból és a hozzá tartozó vízgazdálkodási rendszerből áll, amelyet a 9. században kezdtek el kiépíteni. A nedves trópusi klímának és a termékeny vulkanikus talajnak köszönhetően a térség ideális helyszíne a rizstermesztésnek. A vízgazdálkodás itt évszázadok óta közösségi feladat, a "szubaknak" nevezett vízelvezető rendszerek csatornákból, duzzasztógátakból állnak, középpontjuk a víztemplomok amelyeken keresztül a víz a termőföldekre folyik. A szubak vízelosztási rendszer jellegzetessége, hogy minden termelő egyformán részesül belőle, ennek köszönhető, hogy a Balin élő rizstermelők a szigetvilág legjobbjaivá váltak és nagyszámú népességet is el tudtak tartani terményeikkel. A kultúrtájon épült fel a 18. században a Pura Taman Ayum, a királyi víztemplom ami a sziget legnagyobb és leglátványosabb ilyen jellegű építménye. Balin összesen körülbelül 1200 ilyen szubak rendszer működik, ebből öt tartozik a világörökségi helyszínhez. Minden ilyen rendszer 50 – 400 rizstermelő földjét látja el vízzel. Ezek a hagyományos módszerekkel gazdálkodó termelők nem használnak műtrágyát és növényvédő szereket a földjeiken. |                 |

| | Ombilin szénbánya |
| 2019 |                   |
| Kulturális (II)(IV) |                   |
| Védett terület: 268,18 ha, puffer zóna: 7 356,9 ha, hivatkozás: 1610 |                   |
| A szénbánya Szumátra egyik nehezen megközelíthető részén található. Az ipari létesítményt holland gyarmatosítók hozták létre a 19. század végén és a 20. század elején az itt bányászható rendkívül jó minőségű szén kitermelésére, feldolgozására és szállítására. A bányában dolgozókat a helyi lakosság köréből toborozták illetve a hollandok által felügyelt területekről származó kényszermunkásokkal egészítették ki. A világörökségi helyszínhez tartozik maga a bánya, a bányaváros, a szén tárolására szolgáló épületek Emma Haven kikötőjében, valamint a vasúthálózat ami összeköti a bányát a part menti létesítményekkel. Az Ombilin szénbánya és a hozzá tartozó kisegítő elemek egy olyan integrált rendszert alkotnak amelyek lehetővé tették a mélyművelésű szénbányában a gazdaságos kitermelést, feldolgozást és szállítást. |                   |

| | Yogyakarta kozmológiai tengelye |
| 2023 |                                 |
| Kulturális (II)(III) |                                 |
| Védett terület: 42,22 ha, puffer zóna: 291,17 ha, hivatkozás: 1671 |                                 |
| Yogyakarta úgynevezett kozmológiai tengelye a város 6 kilométer hosszú, a 18. században kialakított észak - dél irányú főtengelye. Kialakítása óta a mellette található épületeknek köszönhetően a jávai kormányzat és kultúra központja. Legfontosabb épülete a Yogyakartai szultáni palota. A palota és az egész település helyét úgy választották ki a 18. század közepén, hogy összhangban legyen a jávai hiedelemmel miszerint a palota fizikai, metafizikai és spirituális értelemben a hindu-buddhista világkép kicsinyített változata. A tengelyt a Merapi hegy "Az óvó szellemek lakóhelye" és az Indiai-óceán "A déli tenger királynőjének otthona" között jelölték ki. A helyszín kapcsolatba hozható az életciklushoz kötődő jávai rituálékkal, az ősök tiszteletével, az esetleges koronázásokkal az iszlámhoz kötődő kivételes napokkal és a természet erőivel. A különféle vallások és hiedelmek ötvöződésének a helye, ahol a korábbi jávai hiedelmek, hindu, buddhista, szúfi iszlám és nyugati hatások egyaránt felismerhetőek. |                                 |

## Javasolt helyszínek
| Név                                                                 | Kép | Típus      | Kritérium        | Év   | Hiv. |
| ------------------------------------------------------------------- | --- | ---------- | ---------------- | ---- | ---- |
| Szumátra trópusi esőerdei kiterjesztés                              |     | természeti | VII, IX, X       | 2023 |      |
| Bogor Botanikus Kert                                                |     | kulturális | II, IV           | 2018 |      |
| Sangkulirang – Mangkalihat karsztvidék sziklarajzai                 |     | kulturális | III              | 2015 |      |
| Jakarta óvárosa és külső szigetei Onrust, Kelor, Cipir dan Bidadari |     | kulturális | II, III, IV, V   | 2015 |      |
| Semarang óvárosa                                                    |     | kulturális | II, IV           | 2015 |      |
| Nagari Sijunjung hagyományos települései                            |     | kulturális | III, V           | 2015 |      |
| Banda-szigetek                                                      |     | vegyes     | IV, VI, X        | 2015 |      |
| Tana Toraja hagyományos település                                   |     | kulturális | IV, V, VI        | 2009 |      |
| Bawomataulo                                                         |     | kulturális | I, IV, VI        | 2009 |      |
| Muara Takus                                                         |     | kulturális | I, IV, VI        | 2009 |      |
| Muarajambi templomegyüttes                                          |     | kulturális | II, III, IV      | 2009 |      |
| Trowulan                                                            |     | kulturális | I, V             | 2009 |      |
| Maros-Pangkep őskori barlangjai                                     |     | természeti | IX               | 2009 |      |
| Bunaken Nemzeti Park                                                |     | természeti | VII, VIII, IX, X | 2005 |      |
| Raja Ampat-szigetek                                                 |     | természeti | VII, X           | 2005 |      |
| Taka Bonerate Nemzeti Park                                          |     | természeti | VII, VIII, IX, X | 2005 |      |
| Wakatobi Nemzeti Park                                               |     | természeti | VII, VIII, IX, X | 2005 |      |
| Derawan-szigetek                                                    |     | természeti | X                | 2005 |      |
| Betung Kerihun Nemzeti Park                                         |     | természeti | VIII, IX, X      | 2004 |      |